# ويندوز 8
ويندوز 8 (بالإنجليزية: Windows 8)‏ هو نظام تشغيل من عائلة مايكروسوفت ويندوز، التي تنتجها مايكروسوفت لاستخدامها على الحواسيب الشخصية، ويدخل في ذلك الحواسيب المكتبية والتجارية، وحواسيب المركز الإعلامي

## خلفية
يعلق المستخدمون آمالاً عريضة على مايكروسوفت التي خيبت رجاؤهم في الإصدار السابق ويندوز 7 الذي لم يضف الكثير إلى المستخدم عدا واجهة أنيقة تتطلب شراء كمبيوتر جديد
وتستحوذ مايكروسوفت على نصيب الأسد في حصة أنظمة التشغيل في العالم حوالي 92 بالمئة وهي ترتكز عليها في ضمان سيطرتها على السوق دون منازع

## الإصدار الرسمي
- تم إطلاق نسخة 8.0 للبيع يوم 26 أكتوبر من عام 2012 وقد أطلقت مايكروسوفت في وقت سابق من نفس العام نسخة المُصنعين للشركات التي ستقوم بطرح أجهزتها بنظام التشغيل الجديد
- تم إطلاق نسخة 8.1 للبيع رسمياً يوم 18 أكتوبر عام 2013، بعدما تم إطلاق النسخة الـRTM للتجربة في شهر سبتمبر 2013[1]، بعدما لاقت النسخة 8.0 استياء قوي من مستخدمين المايكروسوفت ويندوز

## المميزات
شهد الويندوز عدة تطورات في الواجهة الرسومية والخصائص الفنية للنظام على حد سواء، دعنا نقف على تطورات ويندوز 8 والجديد فيه والخصائص التي استحدثتها مايكروسوفت في النظام.
- استعمال كافة البرامج التي كانت تعمل على ويندوز 7 دون أي مشاكل.
- إضافة خاصية جديدة “إعادة ضبط وإنعاش الجهاز” تمتاز بالبساطة واليسر لتحل محل استعادة النظام.
- تنبيهات تحديث النظام ستظهر في أسفل يمين الشاشة.
- نظام إدارة مهام محدث ينهي التطبيقات التي تعمل في الخلفية.
- دعم الشاشات المتعددة يتيح إمكانية وضع خلفية واحدة للشاشتين وكذلك شريط مهام لكل شاشة على حدة كما يمكن تقسيم الشاشة إلى ثلاثة أقسام كحد أقصى للاستعمال المتزامن للتطبيقات.
- دعم اللمس المتعدد للإنترنت إكسبلورر 10.
- تحسين خاصية التكبير.
- خاصية الكتابة على الكيبورد بالإبهامين متوفر اختياريًا.
- إمكانية المزامنة بين كافة أجهزة ويندوز 8 التي يملكها المستخدم.
- دعم التحديثات سيستمر لنسخة المطورين.
- توفير تطبيقات واجهة “مترو” والتطبيقات الكلاسيكية في متجر البرامج.
- تحديث واجهة تسجيل الدخول لتدعم بالإضافة لكلمة المرور الرقم السري ونظام النقر على صورة مخصصة.
- سيتضمن النظام مكافح فايروسات مدمج.
- سيتم دعم أجهزة ARM.
- إضافة تطبيق الحوسبة السحابية (Cloud Computing) الذي تسميه مايكروسوفت ون درايف والذي كان ون درايف سابقا لرفع ومشاركة الملفات الشخصية وكذا خصائص تعديل الشاشة والخلفية ولون واجهة المترو والثيم الخاص بها.

كذلك بقي أن نشير إلى أن العديد من الخصائص التي تحبونها في نظام الويندوز ستبقى كما هي مثل “موجه الأوامر” وكذلك لمحبي الاختصارات لن تتغير الاختصارات ستبقى CTRL+C وCTRL+V والأهم CTRL+Z.

## متطلبات الأجهزة
حتى الآن مشابه لمتطلبات نظام 7 وهو معالج بسرعة 1 جيجا هرتز وذاكرة بحجم 1 جيجابايت ومساحة 16 جيجابايت على القرص الصلب وكرت شاشة بذاكرة 128 ميجابايت قادرة على التعامل مع مكتبة دايركت اكس 9 حيث تشابه هذه المتطلبات.كما ان مايكروسوفت أعلنت مؤخرا عن متطلبات ويندوز 8 للأجهزة اللوحية وهي كالاتي:
- أجهزة ويندوز 8 اللوحية يجب أن تحتوي على 5 أزرار (تشغيل – التحكم في دوران الشاشة – زران للتحكم في الصوت – زر ويندوز)
- دقة الشاشة يجب أن تكون 1366×768
- كاميرا عالية الجودة بدقة 720p
- واي-فاي وبلوتوث 4.0
- منفذ USB 2.0
- مساحة تخزينية 10 جيجابايت على الأقل
- راديو قصير الموجة NFC
- شاشة لمس تدعم 5 أصابع فما فوق
- حساسات لوضع الجهاز ومقدار ميلانه (Accelerometer)

## متطلبات التثبيت
| الإصدار               | 32-بت                                                 | 64-بت                                                 |
| المعالج               | 1 غيغا هرتز 32بت                                      | 1 غيغا هرتز 64بت                                      |
| ذاكرة RAM             | 1 غيغا بايت                                           | 2 غيغا بايت                                           |
| بطاقة الرسوميات       | جهاز رسومات مثبت عليه دايركت إكس مع برنامج تشغيل WDDM | جهاز رسومات مثبت عليه دايركت إكس مع برنامج تشغيل WDDM |
| مساحة على القرص الصلب | 16 غيغا مساحة خالية                                   | 20 غيغا مساحة خالية                                   |

## ويندوز 8.1
ويندوز 8.1 (كان سابقاً يسمى بلو Blue) عبارة عن تحديث مجاني لويندوز 8 والذي انطلق رسميا يوم 17 أكتوبر 2013، هذا التحديث سيعيد زر ابدأ الشهير على سطح مكتب الويندوز، بالإضافة إلى ميزات جديدة كمتصفح إنترنت اكسبلورر 11 وإمكانية الإقلاع مباشرةً إلى سطح المكتب التقليدي وتطبيقات مثبتة جديدة، سيلاحظها المستخدم بنفسه حال الترقية إلى الإصدار الجديد 8.1 علما أن التحديث متوفر في متجر الويندوز مجانا أو على صفحة موقع مايكروسوفت حيث تدعم الشركة الانتقال من الويندوز 8 إلى 8.1 عبر الإنترنت مباشرة

## توقف الدعم
تم إيقاف دعم ويندوز 8 في 12 يناير 2016، وحتى عند استخدام الويندوز 8 بعد انتهاء الدعم سيواصل الحاسوب عمله ولكنه سيكون أكثر عُرضة للمخاطر الأمنية والفيروسات، ولن يتمكن من تلقي تحديثات البرامج، بما في ذلك تحديثات الأمان من مايكروسوفت.